# 26 janvier 1962
Le vendredi 26 janvier 1962 est le 26e jour de l'année 1962.

## Naissances
- Aleksandr Beliakov, lugeur soviétique
- Andreas Aguilar, gymnaste allemand
- Anna LaCazio, chanteuse américaine
- Bahadır Yenişehirlioğlu, acteur turc
- John Brown, footballeur écossais
- Karim Benamrouche, céiste français
- Lynda Cornet, rameuse néerlandaise
- Marco Barrero, footballeur bolivien
- Marius Mason, anarchiste américain
- Oscar Ruggeri, footballeur et entraîneur argentin
- Pedro Xavier, joueur de football portugais
- Raúl Quiroga, joueur de volley-ball argentin
- Salah Echallaoui, directeur de la Grande mosquée de Bruxelles
- Serge Margel, philosophe suisse

## Décès
- Aleksandr Maximovitch Berkoutov (né le 11 novembre 1911), pilote de chasse et as soviétique
- Chun Hyung-pil (né le 29 juillet 1906), collectionneur d'art coréen
- Eunice Gray (née le 23 avril 1880), propriétaire et exploitante de bordel et d'hôtel à Fort Worth, au Texas
- Lucky Luciano (né le 24 novembre 1897), mafieux italo-américain
- Luigi Cimara (né le 19 juillet 1891), acteur italien
- Paul Portier (né le 22 mai 1866), zoologiste et biologiste marin français
- Steve O'Neill (né le 6 juillet 1891), joueur puis manager américain de baseball

## Événements
- Création de l'entreprise Tom Tailor
- Sortie du film La Fièvre dans le sang